# Hemilea sibirica
Hemilea sibirica är en tvåvingeart som först beskrevs av Josef Aloizievitsch Portschinsky 1891.  Hemilea sibirica ingår i släktet Hemilea och familjen borrflugor. Inga underarter finns listade i Catalogue of Life.